# Eydison Teofilo Soares
Eydison Teofilo Soares (født 30. maj 1988) er en brasiliansk fodboldspiller.